# Czupa
Czupa (ros. Чупа) – osada typu miejskiego w północno-zachodniej Rosji, na terenie wchodzącej w skład tego państwa Republiki Karelii. Miejscowość leży nad niewielką zatoką Morza Białego, w Rejonie łouchskim i liczy 3793 mieszkańców, głównie Rosjan.
Osada istniała już w roku 1574, z którego to pochodzi o niej najstarsza wzmianka; wynika z niej, że w Czupie znajdowało się wówczas 8 domów.